# Gendərə (Yardımli)
Gendərə è un comune dell'Azerbaigian situato nel distretto di Yardımlı. Conta una popolazione di 380 abitanti.